# Амід літію
Амід літію — неорганічна речовина з формулою LiNH2, може розглядатися як похідна аміаку. Це біла тверда речовина з тетрагональною кристалічною структурою.

## Отримання
Амід літію отримують взаємодією аміаку з металічним літієм:
{\displaystyle {\mathsf {2\ Li+2\ NH_{3}\ {\xrightarrow {220^{o}C}}\ 2\ LiNH_{2}+H_{2}}}}
Також взаємодією аміаку з гідридом літію:
{\displaystyle {\mathsf {LiH+NH_{3}\ {\xrightarrow {350^{o}C}}\ LiNH_{2}+H_{2}}}}

## Хімічні властивості
Амід літію при нагріванні перетворюється в імід літію:
{\displaystyle {\mathsf {2\ LiNH_{2}\ {\xrightarrow {400^{o}C}}\ Li_{2}NH+NH_{3}}}}
Розчиняється в холодній воді, розчин має лужну реакцію; в гарячому розчині настає повний гідроліз
{\displaystyle {\mathsf {LiNH_{2}+H_{2}O\ {\xrightarrow {\ }}\ LiOH+NH_{3}}}}
Розкладається кислотами:
{\displaystyle {\mathsf {LiNH_{2}+2\ HCl\ {\xrightarrow {\ }}\ LiCl+NH_{4}Cl}}}

## Застосування
Застосовується амід літію в органічному синтезі для введення аміногрупи в молекули сполуки, як каталізатор в реакціях конденсації. Стійкість аміду літію в порівнянні з амідом натрію і багатьма іншими сполуками забезпечили йому широке застосування у фармацевтичній промисловості, особливо у виробництві антигістамінів.